# Армения на зимних Олимпийских играх 2018
Армения на зимних Олимпийских играх 2018 года была представлена тремя спортсменами в двух дисциплинах лыжного спорта. Как на церемонии открытия Игр, так и на церемонии закрытия право нести национальный флаг было доверено лыжнику Микаелу Микаеляну. По итогам соревнований сборная Армении, принимавшая участие в своих седьмых зимних Олимпийских играх, вновь осталась без медалей.

## Состав сборной
В заявку сборной Армении для участия в Играх 2018 года вошли 3 спортсменов (2 мужчин и 1 женщина), которые выступили в 2 олимпийских дисциплинах. Состав сборной был утверждён 26 января на заседании президиума Федерации лыжного спорта Армении.
 Горнолыжный спорт
1. Ашот Карапетян

 Лыжные гонки
1. Микаел Микаелян
2. Катя Галстян

## Результаты соревнований

### Лыжные виды спорта

#### Горнолыжный спорт
Квалификация спортсменов для участия в Олимпийских играх осуществлялась на основании специального квалификационного рейтинга FIS по состоянию на 21 января 2018 года. При этом НОК для участия в Олимпийских играх мог выбрать только того спортсмена, который вошёл в топ-500 олимпийского рейтинга в своей дисциплине, и при этом имел определённое количество очков, согласно квалификационной таблице. Страны, не имеющие участников в числе 500 сильнейших спортсменов, могли претендовать только на квоты категории «B» в технических дисциплинах. По итогам квалификационного отбора сборная Армении завоевала олимпийскую лицензию категории «B» в мужском слаломе.
Мужчины
| Соревнование | Спортсмены     | Скоростной спуск/ 1 спуск | Скоростной спуск/ 1 спуск | Слалом/ 2 спуск | Слалом/ 2 спуск | Всего   | Место | Отставание |
| Соревнование | Спортсмены     | Время                     | Место                     | Время           | Место           | Всего   | Место | Отставание |
| ------------ | -------------- | ------------------------- | ------------------------- | --------------- | --------------- | ------- | ----- | ---------- |
| слалом       | Ашот Карапетян | 1:02,47                   | 50                        | 1:05,61         | 41              | 2:08,08 | 42    | +29,09     |

#### Лыжные гонки
Квалификация спортсменов для участия в Олимпийских играх осуществлялась на основании специального квалификационного рейтинга FIS по состоянию на 21 января 2018 года. Для получения олимпийской лицензии категории «A» спортсменам необходимо было набрать максимум 100 очков в дистанционном рейтинге FIS. При этом каждый НОК может заявить на Игры 1 мужчину и 1 женщины, если они выполнили квалификационный критерий «B», по которому они смогут принять участие в спринте и гонках на 10 км для женщин или 15 км для мужчин. По итогам квалификационного отбора сборная Армении завоевала мужскую олимпийскую лицензию категории «A» и женскую категории «B».
Мужчины
Дистанционные гонки
| Соревнование           | Спортсмены      | Результат | Место | Отставание |
| ---------------------- | --------------- | --------- | ----- | ---------- |
| 15 км свободным стилем | Микаел Микаелян | 39:01,4   | 83    | +5:17,5    |

Спринт
| Соревнование | Спортсмены      | Квалификация | Квалификация | Четвертьфинал        | Четвертьфинал        | Четвертьфинал        | Полуфинал            | Полуфинал            | Полуфинал            | Финал                | Финал                | Итоговое место |
| Соревнование | Спортсмены      | Результат    | Место        | Заезд                | Результат            | Место                | Заезд                | Результат            | Место                | Результат            | Место                | Итоговое место |
| ------------ | --------------- | ------------ | ------------ | -------------------- | -------------------- | -------------------- | -------------------- | -------------------- | -------------------- | -------------------- | -------------------- | -------------- |
| спринт       | Микаел Микаелян | 3:37,40      | 72           | завершил выступление | завершил выступление | завершил выступление | завершил выступление | завершил выступление | завершил выступление | завершил выступление | завершил выступление | 72             |

Женщины
Дистанционные гонки
| Соревнование           | Спортсмены   | Результат | Место | Отставание |
| ---------------------- | ------------ | --------- | ----- | ---------- |
| 10 км свободным стилем | Катя Галстян | 30:25,1   | 72    | +5:24,6    |